# Radbod
Radbod – imię męskie pochodzenia germańskiego, złożoe z elementów rad – "rada" i bald – "odważny". Patronem tego imienia jest św. Radbod, biskup Utrechtu (IX/X wiek).
Radbod imieniny obchodzi 29 listopada.
Znane osoby noszące to imię:
- Radbod (król Fryzów)
- Radbot, hrabia Klettgau, jeden z protoplastów rodu Habsburgów
- Redbad Klynstra, aktor